# مازادا (داغستان)
مازادا (به لاتین: Mazada) یک منطقهٔ مسکونی در روسیه است که در داغستان واقع شده‌است.